# WS Em Casa
WS Em Casa é o segundo álbum ao vivo do cantor brasileiro Wesley Safadão, gravado em sua casa, em Porto das Dunas, praia do município de Aquiraz, no Ceará, no dia 20 de julho de 2016. Foi lançado em 16 de setembro de 2016 pela Som Livre nos formatos de CD, DVD e em download digital.
O repertório conta com 20 músicas. Além dos sucessos "A Dama e o Vagabundo", "Fala Aqui Com a Minha Mão", "Jeito Safado" e "Quem Chorava Hoje Ri", o trabalho conta com 16 canções inéditas e as participações especiais de Ronaldinho Gaúcho, Matheus & Kauan, Márcia Fellipe, Gabriel Diniz, Luan Santana e Pacheco.
A edição do áudio foi feita em Fortaleza, no WOS Studio de Wesley Safadão.

## Recepção

### Singles
O primeiro single foi "Solteiro de Novo", com participação de Ronaldinho Gaúcho, lançado em 16 de agosto de 2016. O clipe do hit contabiliza a marca de 130 milhões de visualizações no YouTube. Foi a sétima mais vendida do Brasil no iTunes Store e ficou 35 dias no ranking.
Em 19 de agosto de 2016 é lançado o segundo single, "Meu Coração Deu Pt". O vídeo da música é o segundo mais visto do artista no YouTube, contando com mais de 200 milhões de visualizações. Foi a décima sexta canção mais tocada nas rádios do Brasil, segundo a Billboard. Foi a quinta entre as 50 mais tocadas do Brasil no Spotify e tem mais de 52 milhões de execuções, sendo o segundo maior êxito do artista na plataforma.

### Outras Músicas
"A Dama e o Vagabundo" foi a canção mais vendida do Brasil no iTunes Store e permaneceu 87 dias no ranking. Foi a primeira música do cantor a alcançar o topo na plataforma da Apple. Seu clipe ultrapassou as 60 milhões de visualizações no YouTube.
"Jeito Safado" foi a terceira mais comprada do iTunes Store, ficando 19 dias na lista. Seu vídeo foi visualizado mais de 60 milhões de vezes.
"Fala Aqui Com a Minha Mão" foi destaque no iTunes Store, ficando em quinto entre as mais adquiridas. O videoclipe já soma mais de 84 milhões de acessos.

### Comercial
Estreou em primeiro lugar no iTunes Store, permanecendo por 160 dias entre os mais comprados.
Foi o segundo álbum mais vendido do Brasil, segundo a Billboard.
O trabalho vendeu mais de 100 mil cópias e foi certificado platina pela Pro-Música Brasil.

## Turnê
Para a divulgação do álbum, Wesley iniciou a WS Em Casa Tour em 6 de outubro de 2016, em São Paulo, Brasil. A tour contou com um repertório baseado no álbum WS Em Casa, além dos grandes sucessos da carreira do cantor. Percorreu 221 cidades em seis países, sendo eles Brasil, Estados Unidos, Holanda, Inglaterra, Portugal e Suíça.

## Lista de faixas
| Disco compacto (CD) / Disco Digital de Vídeo (DVD) / Download digital |                                                                     |                                                            |         |  |
| N.º                                                                   | Título                                                              | Compositor(es)                                             | Duração |  |
| 1.                                                                    | "Vai, Safadão"                                                      | Vinícius Poeta Júnior Gomes Vine Show Benício Neto Big Big | 1:40    |  |
| 2.                                                                    | "A Dama e o Vagabundo"                                              | Renato Moreno Rodrigo Mel                                  | 2:57    |  |
| 3.                                                                    | "Pra Ficar Com Você"                                                | Renato Moreno Paula Mattos                                 | 2:22    |  |
| 4.                                                                    | "Tá Cronometrado"                                                   | Dyeguinho Silva Kinho Chefão                               | 2:24    |  |
| 5.                                                                    | "Solteiro de Novo" (com participação especial de Ronaldinho Gaúcho) | Romim Mata DJ Ivis                                         | 2:28    |  |
| 6.                                                                    | "Seu Mundinho"                                                      | Dyeguinho Silva Kinho Chefão                               | 2:25    |  |
| 7.                                                                    | "Meu Coração Deu PT" (com participação especial de Matheus & Kauan) | Renato Moreno Paula Mattos                                 | 3:03    |  |
| 8.                                                                    | "Ela Domina o Ratatá Tum Tum"                                       | Dyeguinho Silva Kinho Chefão                               | 3:02    |  |
| 9.                                                                    | "Chuvisco"                                                          | Matheus Mek                                                | 3:03    |  |
| 10.                                                                   | "Jeito Safado" (com participação especial de Márcia Fellipe)        | Rennó Júnior Gomes Vine Show                               | 3:21    |  |
| 11.                                                                   | "Fala Aqui Com a Minha Mão"                                         | Dyeguinho Silva Kinho Chefão                               | 2:50    |  |
| 12.                                                                   | "Dupla Solidão (Rotina)"                                            | Rennó Ítalo Jonas Alves Cléber Show                        | 3:32    |  |
| 13.                                                                   | "Quem Chorava Hoje Ri" (com participação especial de Gabriel Diniz) | Caninana Hélio Rodrigues                                   | 3:01    |  |
| 14.                                                                   | "Tem Cara, Tem Cheiro, Tem Nome (Tô Feliz)"                         | Cabeção do Forró Raniere Mazille Conde Macedo              | 3:19    |  |
| 15.                                                                   | "Troca o Disco"                                                     | Thiago Samuel Jenner Melo                                  | 2:12    |  |
| 16.                                                                   | "Sou Mais Forte" (com participação especial de Luan Santana)        | Luan Santana Marco Carvalho                                | 2:30    |  |
| 17.                                                                   | "Absurdos"                                                          | Dyeguinho Silva Kinho Chefão                               | 2:54    |  |
| 18.                                                                   | "Desapega de Mim (Quem Gosta de Osso É Cachorro)"                   | César Reis                                                 | 2:44    |  |
| 19.                                                                   | "Despedida" (com participação especial de Pacheco)                  | Valéria Leão Thiago Samuel                                 | 3:21    |  |
| 20.                                                                   | "Viva a Liberdade"                                                  | Rennó Ítalo Jonas Alves Cléber Show                        | 3:07    |  |
| Duração total:                                                        | Duração total:                                                      | Duração total:                                             | 59:25   |  |

| Disco Digital de Vídeo (DVD) (Extras) | |         |  |
| N.º                                   | Título | Duração |  |
| 1.                                    | "Making Of ("A Dama e o Vagabundo" / "Chuvisco" / "Quem Chorava Hoje Ri" / "Despedida" / "Fala Aqui Com a Minha Mão" / "Jeito Safado" / "Meu Coração Deu Pt" / "Pra Ficar Com Você" / "Desapega de Mim (Quem Gosta de Osso É Cachorro)" / "Solteiro de Novo" / "Sou Mais Forte" / "Tem Cara, Tem Cheiro, Tem Nome (Tô Feliz)" / "Viva a Liberdade")" | 14:59   |  |
| Duração total:                        | Duração total: | 14:59   |  |

## Desempenho comercial
| 2016                                                                            | "Solteiro de Novo" (part. Ronaldinho Gaúcho) | 62 | 8 | 7  |
| 2016                                                                            | "Meu Coração Deu Pt" (part. Matheus & Kauan) | 16 | 9 | 25 |
| "—" denota singles que não entraram nas paradas musicais ou não foram lançados. |                                              |    |   |    |

| Ano                                                                             | Título                                | Melhores posições | Melhores posições      | Melhores posições |
| Ano                                                                             | Título                                | BRA               | BRA Regional Fortaleza | iTunes Store      |
| ------------------------------------------------------------------------------- | ------------------------------------- | ----------------- | ---------------------- | ----------------- |
| 2016                                                                            | "Jeito Safado" (part. Márcia Fellipe) | —                 | —                      | 3                 |
| 2016                                                                            | "Fala Aqui com a Minha Mão"           | —                 | —                      | 5                 |
| "—" denota singles que não entraram nas paradas musicais ou não foram lançados. |                                       |                   |                        |                   |

| Parada musical (2016)       | Melhor posição |
| --------------------------- | -------------- |
| Brasil (TOP 20 Semanal PMB) | 2              |
| Brasil (iTunes Álbum Chart) | 1              |

| País (Provedor) | Certificados | Vendas   |
| --------------- | ------------ | -------- |
| Brasil (PMB)    | Platina      | 100.000+ |

## Histórico de lançamento
| Região | Data                   | Formato(s)                                  | Gravadora |
| ------ | ---------------------- | ------------------------------------------- | --------- |
| Brasil | 16 de setembro de 2016 | Download digital [ 4 ]                      | Som Livre |
| Brasil | 23 de setembro de 2016 | CD [ 30 ] [ 23 ] DVD [ 24 ] CD + DVD [ 31 ] | Som Livre |

## Créditos
Todos os dados abaixo foram retirados do encarte do álbum.
- Direção de show: Wesley Safadão
- Direção de vídeo: Fernando Trevisan Catatau
- Produção musical: Wesley Safadão, Rod Bala, Jeimes Teixeira e Emanuel Dias

### Músicos participantes
- Rod Bala: bateria
- João Paulo e Emanuel Dias: teclados
- Jeimes Teixeira: violão
- Marcos Rodrigues: guitarra e violão
- Guilherme Santana: baixo
- Berg Félix: sanfona
- Everardo Messi e Fábio dos Santos: percussão
- Itaro Tito: trombone
- Hilton Lima: trompete
- Paulo Queiroz (Bob): saxofone
- Arantes Rodrigues e Lidiane Castro: vocais de apoio

### Participações especiais
- Ronaldinho Gaúcho em "Solteiro de Novo"
- Matheus & Kauan em "Meu Coração Deu Pt"
- Márcia Fellipe em "Jeito Safado"
- Gabriel Diniz em "Quem Chorava Hoje Ri"
- Luan Santana em "Sou Mais Forte"
- Pacheco em "Despedida"